# La Codoñera
La Codoñera är en ort i Spanien.   Den ligger i provinsen Provincia de Teruel och regionen Aragonien, i den östra delen av landet, 300 km öster om huvudstaden Madrid. La Codoñera ligger 504 meter över havet och antalet invånare är 343.
Terrängen runt La Codoñera är platt åt nordost, men åt sydväst är den kuperad. Runt La Codoñera är det mycket glesbefolkat, med 3 invånare per kvadratkilometer. Närmaste större samhälle är Alcañiz, 13,5 km norr om La Codoñera. 